# Arnold Henry Savage Landor
Arnold Henry Savage Landor, född 1865 i Florens, död där den 26 december 1924, var en engelsk konstnär, resenär och författare, sonson till Walter Savage Landor.
Landor var en verklig globetrotter, som reste i alla världsdelar, bland annat flera år i Japan, där han på Yezo och Kurilerna studerade ainufolket, samt Korea, Tibet, Kina, Amerika och Australien. År 1905 korsade han tvärs över Afrika, från franska Somalikusten i öster till Tchadsjön, Timbuktu, Senegal och Kap Verde. Sina färder skildrade han i Alone with the hairy ainu or 3,800 miles on the pack saddle in Yezo and a cruise to the Kurile islands (1893), Corea or Chosen, the land of the morning calm (1895), In the forbidden land, an account of a journey in Tibet (1898; "På förbjudna vägar", 1899), China and the allies (1901), Across coveted lands, or a journey from Flushing to Calcutta over land (1902), Gems of the East, 16,000 miles of research among wild and tame tribes of enchanting lands (1904), Tibet and Nepal (1905) och Across widest Africa (1908). Ett pinsamt uppseende väckte hans till flera språk översatta skildringar av sitt försök 1897 att intränga i Tibet för att nå Lhasa, varunder han skall ha utsatts för den grymmaste tortyr av tibetanerna och snart tvangs att vända om. Andra resande med kännedom om tibetanernas karaktär ansåg dessa skildringar överdrivna, och tibetanerna förnekade deras sanningsenlighet. De geografiska resultaten av resan måste under dylika förhållanden bli små, även om författaren haft de vetenskapliga förutsättningarna. Han påstår sig dock ha först av alla funnit Brahmaputras (Sangpos) verkliga källor (vilket bland andra Hedin förnekade). Hans uppgift, att det inte finns något synligt vattendrag mellan Sutlejs båda källsjöar Rakas-tal och Manasarovar, överensstämmer med Moorcrofts utsago 1812 och Hedins 1908, även om Henry Strachey 1846 och Richard Strachey 1848 såg ett sådant, och kan förklaras därmed, att vattnet rinner endast vid högt vattenstånd över det endast några fot höga näset mellan sjöarna.